# كيم جونسو
كيم جون سو (الكورية (김준수) أو كما يعرف (شيا) (بالكورية: 시아) أو (جونسو) ( مواليد 15 ديسمبر 1986  هو مغني وعارض أزياء وراقص وممثل مسرحي كوري. يعمل في فرقة البوب الكورية ثم الثنائي جاي واي جاي ، وكان أحد الأعضاء الأصليين في فرقة تي في أكس كيو .
ظهر كيم لأول مرة في عام 2003 كعضو في تي في أكس كيو ، وهي فرقة فتيان تم إنتاجها وتشكيلها بواسطة شركة التسجيلات الكورية ووكالة المواهب إس إم إنترتينمنت ، بعد أن كان في بداية المشور الفني في السابق لمدة ست سنوات. أصدر أربعة ألبومات كورية وأربعة ألبومات يابانية وثلاثين أغنية يابانية والعديد من الأغاني المنفردة الكورية خلال السنوات الست الأولى له في صناعة الموسيقى باسم تي في أكس كيو. رفع كيم وزملاؤه أعضاء تي في أكس كيو كم جاي جنغ وبارك يوتشون ، دعوى قضائية ضد شركة (SM) للترفيه سنة 2009، بحجة أن عقودهم مع الشركة احتكراية من جانب واحد تجاه الفنانين وتعمل علي أبطالهم. وحكمت محكمة منطقة سيول المركزية لصالحه والاعضاء الباقين، بمنحهم أمرًا قضائيًا بتعليق عقودهم.  شكلت الفرقة مرة ثانية مع شركة جاي واي جاي (المعروف سابقًا باسم جوتسو/كم جاي جنغ/بارك يوتشون في اليابان).  أصدر كيم ألبومًا باللغة الإنجليزية ، وألبومين كوريين ، وألبومًا يابانيًا واحدًا، وألبومًا كوريًا واحدًا.
بدأ كيم مسيرته الفردية في عام 2010 بإصدار الأغنية اليابانية (شياه) ، والتي بلغت ذروتها في المرتبة الأولي  على مخطط أوريكون الفردي الياباني. في نفس العام، تولى دور وولفغانغ في أول ظهور موسيقي له ل(موزارت)،  تلقى إشادة كبيرة من النقاد ونجاحًا تجاريًا. بعد إصدار أغنية (Xiah) ، توقفت مسيرة كيم الموسيقية المنفردة بسبب خلاف بينه وبين علامته اليابانية أفيكس تراكس مما أدى إلى التعليق المفاجئ لجميع أنشطته في اليابان. في مايو 2012، أصدر أول ألبوم منفرد كوري كامل له المنتج تارانتاليجرا ، إنتاج شركة استوديوهات سي-جيس . بعد الإصدار، شرع في أول جولة عالمية له.  عاد بألبومه المنفرد الكوري الثاني لا يصدق في  2013.